# Ilija Garašanin
Ilija Garašanin, född 28 januari 1812, död 22 juni 1874, var en serbisk politiker. Han var far till Milutin Garašanin.
Garašanin tog aktiv del i den rörelse, som ledde till Miloš Obrenovićs störtande 1839 och blev 1844 under Alexander Karađorđević inrikesminister. Som sådan verkade han ivrigt för landets utveckling och företrädde samtidigt en utpräglad neutralitetspolitik, vilket ledde till hans avlägsnande vid Krimkrigets utbrott efter påtryckning från det ryssvänliga partiet. Garašanin uppträdde härefter som en av ledarna av oppositionen mot Alexander, vilken i januari 1858 måste anta honom som inrikesminister. Som sådan genomdrev han samma år Alexanders avsättning, men tvingades att avgå, sedan Miloš Obrenović 1859 på nytt tillträtt makten. 1861 blev han under Mikael Obrenović utrikesminister och var 1862-67 konseljpresident och gav som sådan den serbiska politiken dess inriktning för tiden fram till första världskriget.